# Język rekurencyjny
Język rekurencyjny – rodzaj języka formalnego, dla którego z podanymi regułami jego składni da się opracować automatyczny sposób sprawdzania, czy dane słowo jest zbudowane zgodnie z tymi regułami (tzn. czy należy do języka).
W teorii złożoności oznaczana jest literą R. Klasa języków rekurencyjnych nie została uwzględniona w hierarchii Chomskiego.

## Definicje formalne
Istnieją dwie równoważne definicje języków rekurencyjnych. Język formalny {\displaystyle L} nazywa się językiem rekurencyjnym, gdy:
1. jest on podzbiorem rekurencyjnym zbioru wszystkich słów nad alfabetem tego języka.
2. istnieje maszyna Turinga {\displaystyle M_{L},} która dla każdego słowa {\displaystyle x} zatrzyma się i da odpowiedzi:
  - Jeśli {\displaystyle x\in L,} to {\displaystyle M_{L}(x)=} tak
  - Jeśli {\displaystyle x\not \in L,} to {\displaystyle M_{L}(x)=} nie

Innymi słowy, język nazywamy rekurencyjnym, jeżeli istnieje dla niego maszyna Turinga jednoznacznie rozstrzygająca, czy słowo {\displaystyle x} należy do języka czy nie.

## Właściwości
Ogólne właściwości języków rekurencyjnych:
1. Każdy język rekurencyjny jest językiem rekurencyjnie przeliczalnym[3].
2. Język {\displaystyle L} jest językiem rekurencyjnym wtedy i tylko wtedy, gdy zarówno {\displaystyle L,} jak i jego dopełnienie {\displaystyle {\overline {L}}} są rekurencyjnie przeliczalne[4].

Języki rekurencyjne są zamknięte ze względu na następujące operacje:
1. Domknięcie Kleene’ego {\displaystyle L^{*}}
2. Homomorfizm {\displaystyle \phi (L)} bez przekształceń {\displaystyle \phi (x)=\epsilon } dla każdego {\displaystyle x\not =\epsilon }
3. Konkatenację {\displaystyle L_{1}L_{2}}
4. Sumę teoriomnogościową {\displaystyle L_{1}\cup L_{2}}
5. Iloczyn teoriomnogościowy {\displaystyle L_{1}\cap L_{2}}
6. Dopełnienie {\displaystyle {\overline {L}}}[4]
7. Różnicę {\displaystyle L_{1}-L_{2}}